# شهرستان مارکش
شهرستان مارکش (به بلغاری: Makresh Municipality) یک شهرستان در بلغارستان است که در استان ویدین واقع شده‌است. شهرستان مارکش ۲۲۹ کیلومتر مربع مساحت و ۱٬۹۳۸ نفر جمعیت دارد.